# Rádio Orlicko
Rádio Orlicko je regionální rozhlasová stanice vysílající na frekvenci 95,5 FM pro Orlickoústecko, 105,1 FM pro Hradec Králové a okolí a 92,4 FM pro Rychnovsko. Studio je umístěno v Ústí nad Orlicí. Testovací vysílání spustilo na podzim roku 2016. Rádio hraje hlavně alternativní a hudbu mimo hlavní proud. Přes noc se Radio Orlicko věnuje okrajovým žánrům a „hlubší“ alternativě pro náročné publikum. Nemalý podíl na hudební struktuře vysílání mají i regionální kapely z východních Čech.

## Vznik rádia
Za vznikem rádia hledejme Věroslava Musila, v tuzemském éteru známého též jako jednoho z diskžokejů Radia 1. Rádio Orlicko svou licenci od Rady pro rozhlasové a televizní vysílání obdrželo 17. května 2016.

## Technické parametry
Rádio Orlicko vysílá svůj program na frekvenci 95,5 105,1 a 92,4 MHz. Rádio lze naladit takové prostřednictvím internetového vysílání. To lze poslouchat skrz různé datové toky a kodeky (MP3 192 kbit/s, 128 kbit/s a 64 kbit/s, AAC+ 64 kbit/s a 32 kbit/s). Rádio využívá funkci RDS (Radio Data System) zobrazující informace přímo na rádiovém přijmači.